# Victory Nunatak
Victory Nunatak är en nunatak i Antarktis. Den ligger i Västantarktis. Argentina, Chile och Storbritannien gör anspråk på området. Toppen på Victory Nunatak är 78 meter över havet.
Terrängen runt Victory Nunatak är platt norrut, men söderut är den kuperad. Terrängen runt Victory Nunatak sluttar norrut. Trakten är obefolkad. Det finns inga samhällen i närheten.